# Narungga
Les Narungga sont un peuple aborigène originaire de la péninsule de Yorke en Australie-Méridionale.

## Histoire

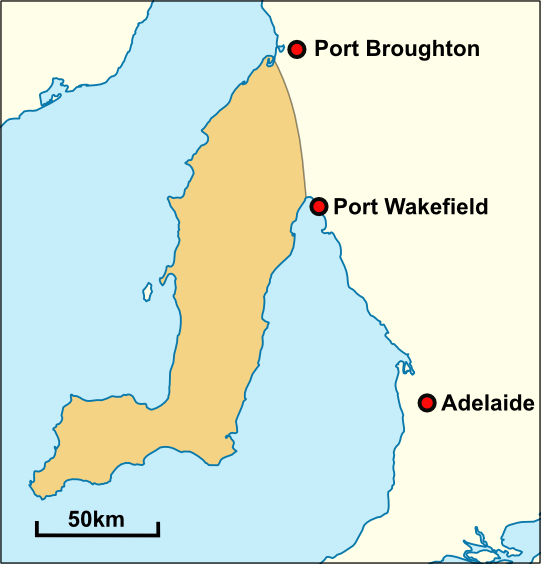
Territoire historique des Narungga.

La limite de leurs terres traditionnelles se situe approximativement entre les villes de Port Broughton et Port Wakefield.
C'était un peuple nomade qui pratiquait l'écobuage pour repousser la faune et contrôler la végétation. Leur régime alimentaire comprenait également des fruits de mer ; Leur expertise à la pêche était admirée par les premiers colons européens et ceux-ci ont souvent troqué diverses espèces de poissons contre du tabac et d'autres marchandises.
Peu de temps après la création d'Adélaïde en 1836, les colons commencent à se déplacer dans la péninsule de Yorke. Les principes britanniques de la propriété étaient incompatibles avec le mode de vie nomade Narungga, ce qui entraîna le déplacement progressif de la population indigène. En 1868, la mission aborigène Point Pearce est établie par le missionnaire morave Khun Julius. Dès lors, il faudra dix ans à la mission pour devenir auto-suffisante. La plupart des bâtiments d'époque existent encore aujourd'hui .
Le peuple Narungga a été fortement victime du système des générations volées.
En 2016, 27 personnes déclarent parler le narungga à la maison.